# Richard Croke
Richard Croke (dit Crocus) (né vers 1489–1558), érudit et diplomate anglais au service de Henri VIII, est précepteur royal. Disciple d’Érasme, il est l'un des premiers hellénistes anglais.

## Biographie
Formé d'abord à Eton College, il est licencié ès Arts de King's College (Cambridge) en 1510, et entreprend alors de voyager sur le Continent.
Il étudie le grec sous la direction de William Grocyn à Londres et à Oxford, puis d’Erasme et d’Aléandre à Paris en 1511. En 1514, il est appelé comme professeur à l'Université de Leipzig, où il demeure quelques années. Il a au nombre de ses élèves Joachim Camerarius, Hieronymus Dungersheim, Julius von Pfluget Caspar Cruciger. C'est Petrus Mosellanus qui prend sa succession. Dans ses premières années, on voit encore en lui le successeur d'Érasme, alors que ce dernier met la dernière main à l’editio princeps de son « Nouveau Testament grec » (Bâle, 1516).
Croke est rappelé par John Fisher en 1519 pour qu'il vienne enseigner le grec à Cambridge ; la chaire est en effet restée vacante depuis le départ d’Érasme en 1513, et c'est ainsi que Croke devient le second professeur de grec de Cambridge. Il se voit confier la chaire de rhétorique de Cambridge en 1522, est promu fellow de St John's College (Cambridge) en 1523 et reçu docteur en théologie en 1524. Une controverse s'élève entre Fisher et lui à propos de l'administration du collège à la fin des années 1520.
En 1529 et 1530 il représente Henri VIII, dont il a été le précepteur de grec, en Italie, pour présenter la requête en divorce avec Catherine d'Aragon. En tâchant de recruter des experts en droit canon pour défendre la cause du roi Henri, il fait la connaissance de plusieurs humanistes (tels Girolamo Ghinucci) et par leur entremise se mit en quête de manuscrits.
À son retour en Angleterre, il est promu vice-chancelier délégué de Cambridge en 1531, puis vicaire de Long Buckby, dans le Nottinghamshire. L'année suivante il repart pour l'Université d'Oxford.
Il est appelé comme témoin lors du procès Thomas Cranmer en 1555.

## Œuvres
- Ausone (1515)
- Orationes Richardi Croci duos (1520)